# Courteuil
Courteuil é uma comuna francesa na região administrativa de Altos da França, no departamento de Oise. Estende-se por uma área de 5.32 km². Em 2010 a comuna tinha 622 habitantes (densidade: 116,9 hab./km²).